# Amerykanie pochodzenia wenezuelskiego
Amerykanie pochodzenia wenezuelskiego – obywatele lub rezydenci Stanów Zjednoczonych, których przodkowie pochodzą z Wenezueli, bądź też imigranci z tego kraju.Ich kraj pochodzenia jest średniej wielkości hiszpańskojęzycznym państwem położonym w Ameryce Południowej. Społeczność ta liczy sobie 177 866 członków.
Podobnie jak i inne grupy etniczne pochodzące z tamtego regionu są blisko związani z kulturą i językiem hiszpańskim. Widać jednak także wpływy kulturowe innych europejskich krajów, których mieszkańcy w większej liczbie osiedlali się w Wenezueli- byli to Włosi, Portugalczycy, Niemcy i Francuzi. Do tego dochodzą jeszcze wpływy kultur indiańskich i afrykańskich.
Najwięcej Wenezuelczyków w USA zamieszkuje południową Florydę, zwłaszcza na przedmieściach Doral i Weston. Migracje z Wenezueli nasiliły się w ostatnich latach, kiedy do władzy doszedł Hugo Chávez. Kraj opuszczają ludzie o odmiennych od jego poglądów na gospodarkę czy politykę. Większość z nich osiedla się na Florydzie, w Nowym Jorku i Houston.
Amerykanie pochodzenia wenezuelskiego są jedną z najbardziej wykształconych grup etnicznych w USA, zaledwie 6% dorosłych członków tej społeczności nie posiada wyższego wykształcenia. Średnia osób z wyższym wykształceniem w całej ich populacji wynosi 48,5%. Ogólna amerykańska średnia to 27%.